# Albert mondja… a természet jobban tudja
Az Albert mondja... a természet jobban tudja (eredeti cím: Albert sagt… Natur – aber nur!) magyar–német televíziós rajzfilmsorozat, amely a JEP-Animation és a Kecskemétfilm Kft. koprodukciója. A sorozatot 1996. január 18-án a német ZDF csatornán vetítették először, összesen 13 epizódból állt. Emellett 2003-ban elkészült a testvérsorozata: Albert felfedezőúton avagy Albert kérdezi, mi az élet címmel.

## Rövid tartalom
Albert egy különös, kitalált lény. Mivel csőre van, a feje madárra, a teste viszont inkább egy hörcsögre emlékeztet, emellett repülni is tud. Bár kissé pimasz természetű, a kíváncsiság mellett sokkal nagyobb a jó szíve, az állatokkal mindig barátságot köt. Albert a természet világába kalauzol el bennünket. Játékosan mutatja be a Föld élővilágát, megismerhetjük a víz körforgását, a növények és állatok szerepét mindennapi életünkben. Betekintést nyerhetünk az ember okozta természeti károkba és azok következményeibe. Ezzel Albert arra figyelmeztet, hogy óvjuk és védjük bolygónkat.

## Magyar hangok

### Főszereplő
- Albert – Kerekes József

### További szereplők
- Béka – Harmath Imre
- Sirály / Sün – Pusztaszeri Kornél
- Hernyó – Csarnóy Zsuzsanna
- Giliszta – Galbenisz Tomasz
- Gyík – Beregi Péter
- Mókus – Vándor Éva
- Szarka – Háda János
- Boa – Kiss Erika
- Delfin – Holl Nándor
- Egér – Mics Ildikó
- Vaddisznó – Koroknay Géza
- Vakond – Görög László
- Denevér – Seszták Szabolcs

## Epizódok
| Sor.                | Év.              | Magyar cím                                | Eredeti cím                            |
| Első évad (1995)    | Első évad (1995) | Első évad (1995)                          | Első évad (1995)                       |
| ------------------- | ---------------- | ----------------------------------------- | -------------------------------------- |
| 1.                  | 1.               | Víz, a végtelen körforgás                 | Wasser zieht Kreise                    |
| 2.                  | 2.               | Víz nélkül nincs időjárás                 | Ohne Wasser – kein Klima               |
| 3.                  | 3.               | Mennyit ér egy madár?                     | Der Wert eines Vogels                  |
| 4.                  | 4.               | A Föld él                                 | Der Boden lebt                         |
| 5.                  | 5.               | Energia - avagy vannak jobb megoldások is | Energie es geht auch anders            |
| 6.                  | 6.               | A fa nemcsak egy fa                       | Ein Baum ist mehr als nur ein Baum     |
| Második évad (1997) |                  |                                           |                                        |
| 7.                  | 1.               | A levegő mindenhol ott levő               | Luft – Ohne Luft läuft nichts          |
| 8.                  | 2.               | Az esőerdők - Csak nehogy bajuk essen     | Regenwälder – Reichtum dieser Erde     |
| 9.                  | 3.               | Az óceánok - Veszélyben az óriások        | Die Meere – Wasser und Leben           |
| 10.                 | 4.               | Étel minden évszakra                      | Ernährung – alles zu seiner Jahreszeit |
| 11.                 | 5.               | Állatgyár                                 | Bauernhof oder Tierfabrik?'            |
| 12.                 | 6.               | Szemét és hulladék - A bumeráng visszaüt  | Abfall und Müll: Ein Bumerang          |
| 13.                 | 7.               | Unplugged                                 | Keine Pause für die Ohren              |